# 17

## Nașteri
- dată necunoscută: Timotei sfânt (d. 97)

## Decese
- dată necunoscută: Publius Ovidius Naso poet roman (n. 43 î.Hr.)
- dată necunoscută: Titus Livius  (n. 59 î.Hr.)
- dată necunoscută: Gaius Iulius Hyginus  (n. 64 î.Hr.)

- 2 ianuarie: Publius Ovidius Naso (Ovidiu), poet latin (n. 43 î.Hr.)
- Gaius Iulius Hyginus, autor latin (n. 64 î.Hr.)
- Titus Livius, istoric roman (n. 59 î.Hr.)